# Nữ điệp viên (phim 2010)
Nữ điệp viên (tiếng Anh: Salt) là một bộ phim hành động Mỹ sản xuất năm 2010, đạo diễn bởi Phillip Noyce, kịch bản bởi Kurt Wimmer, các vai chính do Angelina Jolie, Liev Schreiber, Daniel Olbrychski, August Diehl và Chiwetel Ejiofor đóng.
Trong kịch bản đầu, diễn viên chính là nam giới và đúng ra Tom Cruise đã nhận vai này, tuy nhiên sau đó kịch bản thay đổi và Jolie nhận vai. Công việc quay phim diễn ra tại Washington, D.C., Thành phố New York City, và Albany, New York, từ giữa tháng ba - tháng 6 năm 2009, quay lại vào tháng 1 năm 2010. Những pha hành động nguy hiểm chủ yếu được thực hiện thực tế, hình ảnh máy tính tạo ra chỉ sử dụng cho môi trường kỹ thuật số.

## Nội dung
Evelyn Salt, một đặc vụ CIA đã thề rằng sẽ phục vụ hết mình cho tổ quốc. Tuy nhiên, lòng trung thành của cô bị nghi ngờ khi một tên phản bội buộc tội cô là đặc vụ ngầm của Nga. Salt không còn cách nào khác ngoài việc phải bỏ trốn, dùng tất cả kĩ năng và kinh nghiệm tích lũy bấy lâu của một điệp viên để tránh bị bắt lại. Thế nhưng, nỗ lực của cô nhằm chứng minh sự vô tội của bản thân chỉ khiến cho mọi người thêm nghi ngờ về hành động của cô. Và, cuộc săn đuổi nhằm đưa sự thật về thân phận cô ra ngoài ánh sáng vẫn cứ tiếp diễn với một câu hỏi chưa thể trả lời được: "Salt là ai?"
Evelyn Salt bị tra tấn trong một nhà tù Triều Tiên vì bị nghi ngờ là gián điệp Mỹ. Mike Krause, bạn trai của cô, liên tục cầu xin chính phủ Mỹ khiến CIA phải sắp xếp một cuộc trao đổi tù nhân. Một đồng nghiệp CIA của Salt là Theodore "Ted" Winter gặp cô ở biên giới. Khi họ lên xe, Mike đã cầu hôn Salt mặc dù biết cô là đặc vụ CIA.
Hai năm sau, một người đàn ông Nga tên Oleg Vasilyevich Orlov đến văn phòng của Salt. Salt thẩm vấn ông ta trong khi Winter và Darryl Peabody theo dõi. Orlov khẳng định vào "Ngày X", các điệp viên Nga của tổ chức "KA" sẽ phá hủy nước Mỹ. Orlov nói rằng Đặc vụ KA-12 sẽ ám sát Tổng thống Nga Boris Matveyev tại lễ tang của Phó Tổng thống Mỹ. Orlov tiết lộ KA-12 chính là Evelyn Salt, và máy phát hiện nói dối xác nhận toàn bộ câu chuyện của ông ta. Peabody yêu cầu Salt ở lại trong khi Orlov giết hai đặc vụ và trốn thoát. Salt bỏ chạy khỏi tòa nhà, cô về căn hộ thì phát hiện Mike, chồng cô, đã bị bắt cóc. Salt lấy đồ đạc và tiếp tục bỏ chạy khi bị lực lượng CIA truy đuổi.
Vào ngày tang lễ, Salt đã bắn Tổng thống Matveyev rồi đầu hàng với Peabody thay vì giết anh ta. Tổng thống Matveyev được cho rằng đã chết. Salt tẩu thoát lần nữa và đến một bãi sắt vụn, nơi Orlov và nhiều điệp viên Nga đang chờ cô. Một đoạn hồi tưởng cho thấy Salt lớn lên ở Liên Xô và được đào tạo với nhiều đứa trẻ khác. Cô được hoán đổi với một cô bé người Mỹ, chính là Evelyn Salt thật sự, sau khi cô bé này và bố mẹ của cô bé chết trong vụ tai nạn xe ở Liên Xô. Salt đến Mỹ thành công bằng cách đánh cắp danh tính của Evelyn. Orlov chào mừng Salt trở lại và giết Mike ngay trước mặt cô. Khi thấy Salt không phản ứng gì, Orlov tin rằng cô trung thành và giao nhiệm vụ mới cho cô. Cô sẽ được một điệp viên KA khác giúp đỡ ám sát Tổng thống Mỹ Howard Lewis. Salt đã giết chết Orlov và nhiều điệp viên khác trước khi rời đi. Cô gặp điệp viên Shnaider, người sử dụng vỏ bọc sĩ quan NATO của mình để đưa cô vào Nhà Trắng. Khi vào bên trong, Shnaider đánh bom cảm tử buộc các đặc vụ phải đưa Tổng thống Lewis xuống căn hầm an toàn dưới lòng đất. Winter cũng đi cùng với nhóm người bảo vệ Tổng thống. Salt đã đuổi theo họ và kịp vào trong căn hầm trước khi cửa đóng lại.
Tổng thống Lewis biết được nước Nga đang huy động vũ khí hạt nhân để bắn về phía nước Mỹ nhằm mục đích trả thù cho cái chết của Tổng thống của họ. Ông ra lệnh chuẩn bị vũ khí hạt nhân sẵn sàng đáp trả. Sau khi thấy Salt đã vào trong căn hầm, Winter bất ngờ giết chết mọi người trong phòng, ngoại trừ Tổng thống Lewis. Hắn giới thiệu mình là Nikolai Tarkovsky, một thành viên khác của tổ chức KA. Winter bắn chết Tổng thống Lewis và nhắm tên lửa hạt nhân về phía Mecca và Tehran để kích động hàng tỷ người Hồi giáo chống lại nước Mỹ. Salt thuyết phục Winter cho cô vào phòng, nhưng trên TV đưa tin Tổng thống Matveyev vẫn còn sống. Tại lễ tang, Salt đã bắn viên đạn có nọc nhện vào Tổng thống Matveyev khiến ông ta ngưng thở tạm thời. Winter không cho cô vào phòng và tiết lộ việc bắt cóc, giết hại Mike và vỏ bọc của cô bị lộ đều là ý của hắn. Salt đã xông vào phòng trước khi Winter có thể cho phóng tên lửa. Cả hai vật lộn với nhau, cuối cùng Salt đã hủy bỏ lệnh phóng tên lửa trước khi bị đội đặc vụ bắt giữ.
Khi Salt bị giải đi, Winter lấy cây kéo để chuẩn bị giết cô khi cô đi ngang qua hắn. Tuy nhiên Salt đã sử dụng cọng dây xích trên tay siết cổ Winter đến chết. Lúc lên máy bay trực thăng, Peabody đã hỏi cô. Salt giải thích rằng cô giết Winter vì hắn gây ra cái chết của chồng cô, và hứa sẽ săn lùng những điệp viên KA còn lại nếu được tự do, sự thật là cô đã tha mạng cho Peabody và Tổng thống Matveyev. Peabody cảm thấy thuyết phục khi nhận được tin nhắn nói rằng dấu vân tay của Salt được tìm thấy ở bãi sắt vụn nơi các điệp viên Nga bị giết. Salt được thả ra, cô nhảy ra khỏi trực thăng, rơi xuống sông Potomac và trốn thoát vào rừng.
Trong một kết thúc khác, Salt cải trang thành một nữ tu đến tòa lâu đài nơi cô được đào tạo khi còn nhỏ ở Liên Xô cũ. Cô gặp Orlov trong văn phòng, cho ông ta biết rằng cô đã "tự do". Salt bắn ba phát vào Orlov khiến ông ta bị thương. Cảnh cuối phim cho thấy Salt đứng bên bờ sông, cột tảng đá lớn vào Orlov, ném ông ta xuống nước và nhìn ông ta chết đuối. Sau đó cả tòa lâu đài nổ tung.